# 神戸物産

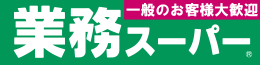
業務スーパーのロゴ

株式会社神戸物産（こうべぶっさん、英: KOBE BUSSAN CO.,LTD.）は、兵庫県加古川市に本社を置く日本の企業。
1981年（昭和56年）創業。食品スーパー事業を中心に、外食・中食事業やエコ再生エネルギー事業なども手掛けている。主に業務用食品の販売を手がけるフランチャイズチェーン (FC) 方式のチェーンストアである「業務スーパー」を展開していることで特に知られており、当名称は同社の商標となっている。
なお、広島市に拠点を置く株式会社アクト中食（1911年〈明治44年〉創業）は、当社の「業務スーパー」と業態が同じ店舗「業務用食品スーパー」を瀬戸内地方で展開しているが、互いに無関係である。

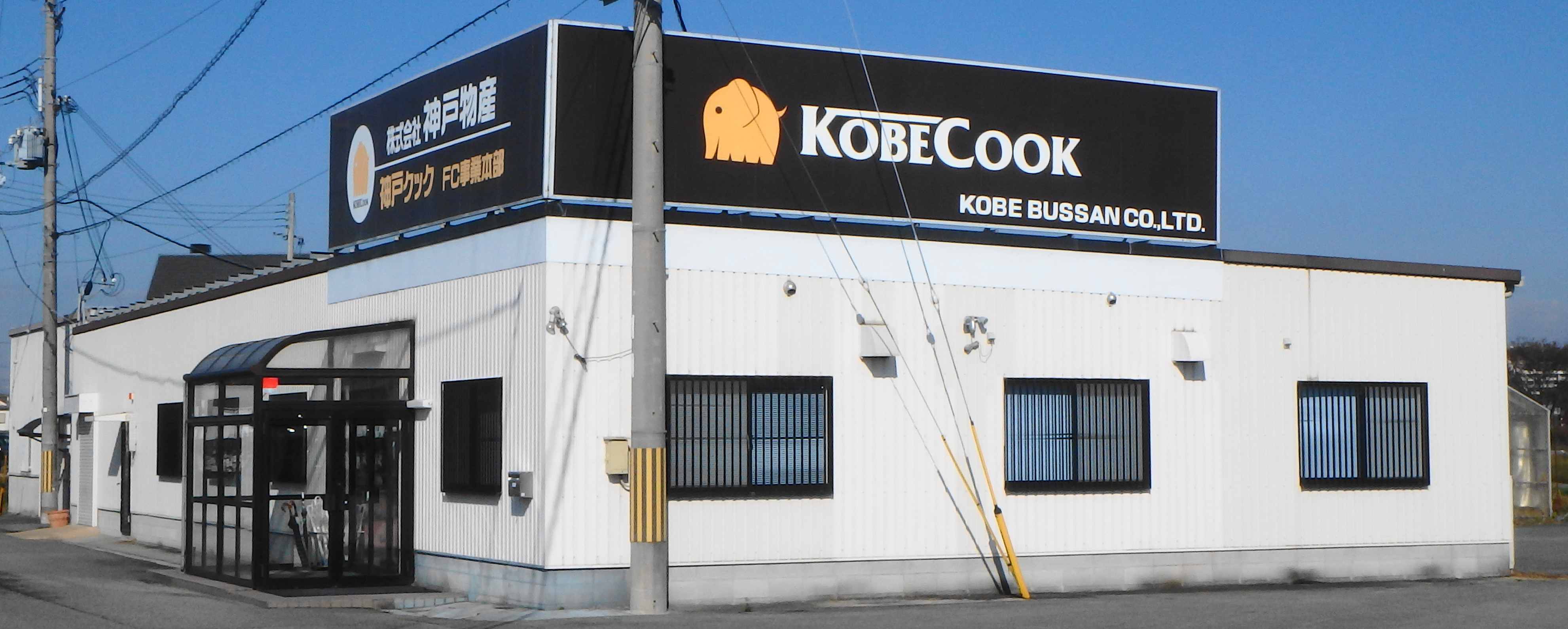
神戸物産 旧本社（2021年4月3日移転）

## 事業
事業展開はフランチャイズチェーン制（FC制）を採っており、神戸物産は業務スーパー・フランチャイズ本部及びエリアライセンス本部として経営ノウハウを統合し、組織化したシステムを本部と加盟店の関係上で指導援助する。
首都圏地盤の「酒市場ヤマダ」を運営する株式会社ボン・サンテと手を組んでいる店もある。
食品スーパー事業は、農畜産物の生産から製造加工、小売販売まで自社グループで行っている。2021年時点で45か国と取引があり、海外に50数か所の自社工場と協力工場を持ち、独自の成分表・工程表で完全に差別化されたオリジナル商品の開発・製造を行う独自のシステムにより、原材料の調達から生産・管理・及び貿易・配荷・販売までのサプライチェーン・マネジメントの統合的な仕組みを作り、ローコスト体制の小売販売業というシステムを構成する。
また海外での投資業務も行っている。2014年9月にはマンハッタンの3 West 36th Streetにしゃぶしゃぶ店「Shabu Shabu Kobe」を開店し（翌年閉店）、2017年には439-443 West 54th Streetに、畳と日本式の風呂を備えた91室7階建てのホテルと和食レストランを開業予定も計画中止。

### 業務スーパー
神戸物産は、日本国内で冷凍食品や加工食品などが主力のスーパーマーケット「業務スーパー」の名称で全国展開している。業務用食品に加えて、独自のプライベートブランド（PB）商品に力を入れている。
2000年（平成12年）3月、兵庫県三木市に第1号店をオープンした。当初から一般消費者をターゲットとしていたが、「業務スーパー」という名称が仇となり、客足が伸び悩んでしまった。このため、「一般のお客様大歓迎!!」のフレーズを掲げた看板を設けることになった。その後は値段が安いことや在日外国人向けの輸入食品も販売していることもあり、一般消費者から支持される業態が形成されており、「日本のコストコ」と評する声もある。
業務スーパーの特徴として、商品を段ボール箱に入ったまま陳列する「箱陳（はこちん）」がある。一般的なスーパーでは商品を棚に並べて陳列するが、売れ筋商品ほど売れるたびに棚に並べる必要があり、従業員の手間である。一方、業務スーパーでは売れ筋商品ほど箱陳することで、従業員の手間を低減して効率化している。
神戸物産は「業務スーパー」のフランチャイズ料で利益を確保するのはなく、製造・卸で利益を確保する方針を取っている。フランチャイズ加盟は原則として法人のみ とし、北海道・関東・関西・九州の各地区におけるロイヤリティは仕入れの1パーセントと低く、営業時間の制約も無いほか、出来るだけ大手メーカー製造の商品を取り扱わずにメーカーや海外工場との直接取引により利益幅を確保しやすいPB商品の販売、廃棄ロスが出ない常温・冷凍商品メインのラインナップなど、フランチャイジー（加盟店）にも利益を出しやすい運営方法に特徴がある。一般消費者向けのPB商品の一部は、ロゴタイプ部分以外は他社のPB商品と同じデザインのパッケージで販売されるものも存在する。
賞味期限が短い生鮮食料品は業務スーパーとしては原則として取り扱っていないが、FC加盟店経営者の裁量により、業務スーパーとは別の流通網で仕入れている店舗も存在する。そのため、生鮮食料品の取扱品目が青果・精肉だけのところもあれば、鮮魚も扱っている店舗も存在する。また、総菜についても取り扱っていないが、中食需要の高まりを受けて、PB商品を使用した総菜店をスーパー内に導入する計画がある。
総店舗数は2022年（令和4年）10月末時点で、直営・FC店舗合わせて全国に1,007店舗を数える。ただし、直営店舗は3店舗しかなく、大半がFC店舗である。FCオーナーで最も店舗数が多いのはカー用品店の「オートバックス」FC運営で知られるG-7ホールディングスである。
2021年（令和3年）2月25日にはそれまで唯一の空白県となっていた宮崎県に宮崎大塚店（宮崎市）を出店したため、47都道府県全てに店を構えることになった。2022年（令和4年）10月に函館田家店（北海道）の出店をもって1,000店舗達成。Aコープや全日食チェーンが撤退した地域へ出向することもあり、買物弱者の救済を担うこともある一方で、地元チェーンで間に合っているために皆無の地域も存在する。
2024年7月23日、北海道にて7店舗を展開していたケヒコは、関連会社とともに横浜地裁に破産申請を行った。社長の会社資産の私的流用等を理由に7月18日から無期限ストライキを行っていた労働組合は賃金原資を確保するため、7月24日にストライキを解除し、会社側に通告の上、在庫限りで営業を再開した。7月30日、横浜地裁から破産開始決定を受けた。組合側が7月31日に当社からケヒコとのフランチャイズ契約を解約する旨の通知が届き、店舗の即時閉店を求め、8月1日から再び休業した。
コスト削減のため、新店舗の設置に際しては「居抜き」でかつて別業態だった店舗をリニューアル・リノベーションして再生させたり、中小の食品工場を神戸物産が相次いで買収し、実質的なプライベートブランド化を図り、大容量でありながら他のスーパー並みの安さを実現させている。
その他、亀有や国立店などのように「酒のヤマダ」などの他業種との共同店舗、コラボ店舗もある。
「業スー」と略す事が一般的であり、インターネットでも「業スー」で検索すると業務スーパーの公式サイトが出てくる。

### 外食・中食
核家族化・高齢化時代の需要から、キッチンパワーアップ・作業の標準化を確立した、惣菜+物販のM・S（ミールソリューション）及びH・M・R（ホームミールリプレイスメント）型として、テイクアウト店舗と顧客の食卓代行業である複合メニューの「イートイン店舗」の拡充を目指す。また、同時に食品スーパー及びキャッシュアンドキャリーの店舗運営を行う。
外食事業
- 神戸クック・ワールドビュッフェ - 11店舗（2022年10月末時点）[24]。
- プレミアムカルビ - 16店舗（2022年10月末時点）[24]

中食事業
- 馳走菜（ちそうな）- 87店舗（2022年10月末時点）[24]

### エコ再生エネルギー事業
太陽光発電事業、木質バイオマス発電事業を展開している。
- 太陽光発電所 18カ所 51.0MW（2022年10月末時点）
- 木質バイオマス発電所 1カ所 6.2MW（2022年10月末時点）

### 人材育成事業
公益財団法人業務スーパージャパンドリーム財団の事業
主に海外において芸術やスポーツ分野で活躍できる人材を育成すること、また日本の食文化を海外へ広めることを目的とする。神戸物産株式の25%超を保有する筆頭株主となっている。

### 過去に展開していた事業
リラクゼーション・ステイ事業
「神戸クック事業」と融合する形で、美容・健康をテーマとした「リラクゼーション・ステイ事業」として、国内各地で4件の宿泊施設「ヴィラ・スピカ」を運営していたが、業績不振により2009年（平成21年）7月から同年8月にかけて施設の閉鎖及び事業廃止を行っている。
- ヴィラ・スピカ 南島原（2008年2月19日オープン、2009年3月11日閉鎖） - 旧・国民年金健康保養センターくちのつ
  - 現・口之津温泉しらはまビーチホテル
- ヴィラ・スピカ しらおい（2007年12月22日オープン、2009年7月27日閉鎖） - 旧・しらおい厚生年金保養ホーム
- ヴィラ・スピカ くにさき（2007年12月14日オープン、2009年8月17日閉鎖） - 旧・国民年金健康保養センターくにさき望海苑
  - 現・ホテル ヴィラ・くにさき
- ヴィラ・スピカ そとぼう（2007年11月22日オープン、2009年8月24日閉鎖） - 旧・国民年金健康保養センター
  - 現・九十九里ヴィラそとぼう

クックイノベンチャー
株式会社クックイノベンチャーを通じたジー・コミュニケーショングループの事業。総店舗数は全国に748店舗（2019年9月末時点）。2020年6月30日付で、保有する全株式を同社社長の杉本英雄らに譲渡し、グループから外れた。
- 主な業態
  - 焼肉屋さかい
  - 国産牛焼肉食べ放題 肉匠坂井
  - おむらいす亭
  - 平禄寿司
  - 長崎ちゃんめん
  - 村さ来

## 歴史

### 創業
創業者・沼田昭二は、1954年（昭和29年）4月26日、兵庫県加古郡稲美町で生まれた。1973年（昭和48年）に兵庫県立高砂高等学校を卒業すると、同4月、株式会社三越へ入社して神戸支店に配属され、呉服の販売を担当し、流通を学ぶ。その後、加古川市の株式会社入船で働いた。1981年（昭和56年）4月に小さな食品スーパーマーケットを創業し、2店舗を営み始めた。1992年（平成4年）に中国の大連市に工場を開設し、日本の食品メーカー6社に工場を場所貸しをして自社従業員を使ってもらうことで製造ノウハウを蓄積。メーカーのM&Aを実施して、そこで製造したわさびや梅干しなどの日本食材を欧米で販売するビジネスを本業とした。2000年（平成12年）3月に製造と販売を一体化した「業務スーパー」1号店をオープンして業務転換し、フランチャイズを中心に日本各地に毎週1店舗のペースで店舗数を増やしていった。2008年（平成20年）からメーカーのM&Aを加速させ、グループ企業37社（2014年時点）を傘下に収める年商2000億円企業に成長させた。
2016年に神戸物産の経営から退き、加古川市に地熱発電事業などを運営する株式会社町おこしエネルギーを設立。2021年には北海道白糠町に日本初の掘削技術が学べる専門学校を運営する学校法人ジオパワー学園を設立し、理事長に就任している。

### 年表
- 1954年（昭和29年）4月26日 - 兵庫県加古郡稲美町にて、沼田昭二（のちの創業者、初代社長）が誕生。
- 1973年（昭和48年）
  - 3月 - 沼田昭二、兵庫県立高砂高等学校を卒業。
  - 4月 - 沼田昭二、株式会社三越へ入社して神戸支店に配属され、呉服の販売を担当する。
- 時期不詳 - 沼田昭二、加古川市平岡町にて、株式会社入船に勤務。入船は元・料亭で、加古川市平岡町を拠点に給食事業へ転業した後、1973年（昭和48年）から飲食店に事業を拡大し、1985年（昭和60年）からはレストラン事業も展開する企業である[33]。
- 1980年（昭和55年）11月16日 - 沼田昭二・峰子夫婦に、長男・博和（のちの3代目社長）が誕生。

- 1981年（昭和56年）4月 - 創業 / この月をもって27歳になる沼田昭二が、兵庫県加古川市神野町石守（いしもり）にて、食品スーパーマーケット「フレッシュ石守」を開業する。
- 1985年（昭和60年）11月6日 - 沼田昭二が、有限会社フレッシュ石守を設立。
- 1986年（昭和61年）10月 - 兵庫県神戸市西区にて、フレッシュ石守が2号店として「伊川谷店」を開業。
- 1988年（昭和63年）6月 - 兵庫県加古郡稲美町にて、3号店「稲美店」を開業。
- 1991年（平成3年）4月 - 有限会社フレッシュ石守が改組し、株式会社フレッシュ石守を設立する。
- 1992年（平成4年）7月 -  中国の自社工場として大連福来休食品有限公司を中国遼寧省大連市に設立。
- 2000年（平成12年）3月 - 本部としてフランチャイズ（以下『FC』と称す）体制をスタートさせ、FC契約の1号店を兵庫県三木市に開店[14]。
- 2001年（平成13年）
  - 7月10日 - 当社が「業務スーパー」の商標登録を特許庁に初めて申請する[7][8]。
  - 8月2日 - 「業務スーパー」の商標登録が認められる（登録番号：第4576838号）[7][8]。
  - 10月 - 株式会社フレッシュ石守が、旧・株式会社神戸物産を吸収合併したうえで、株式会社神戸物産（以下『当社』と称す）へ社名を変更する。
  - 12月 - 地方でのFC業務の強化のため、地方エリアFC体制をスタートさせ、「業務スーパー」のエリアFC契約の1号店を新潟県燕市に開店。
- 2002年（平成14年）6月 - 東日本でのFC業務の強化のため、横浜営業所FC本部を設置し、FC契約の関東1号店を神奈川県海老名市に開店。
- 2003年（平成15年）9月 - 新業態店舗（家庭調理および食卓代行業）のFC体制を確立するため、神戸クック事業部門を設置。
- 2004年（平成16年）1月 - 東南アジアにおける生産拠点の開拓のため、神戸物産（香港）食品有限公司を中国香港行政区に設立。
  - 2月 - 中国の自社第2工場として神戸物産（安丘）食品有限公司を中国山東省安丘市に設立。
  - 8月 - 大連福来休食品有限公司の所有全株式を神戸物産（香港）食品有限公司に譲渡する。
  - 11月 - 直営店として「神戸クック」デリ1号店を兵庫県加古郡稲美町に開店。
  - 月不明 - 沼田昭二が大病を患い[28][29]、これ以降、他者（未確認）に社長職を任せる事態となるも[34]、復帰を果たす（時期未確認）。
- 2005年（平成17年）4月 - FC契約での「神戸クック」膳1号店を兵庫県三木市に開店（平成17年10月閉店[信頼性要検証]）。
- 2006年（平成18年）
  - 4月 - FC契約での「神戸クックワールドビュッフェ」1号店を兵庫県加古川市に開店。
  - 6月 - 当社が、大阪証券取引所第二部へ上場を果たす。
  - 7月 - 酒類卸売業である有限会社パスポート倶楽部（現・有限会社神戸物産フーズ）の出資持分を100%取得し、子会社化する。
  - 10月 - KOBE BUSSAN EGYPT Limited Partnershipをエジプトに設立。
- 2007年（平成19年）10月 - 関西物流センターを神戸市灘区に開設。
- 2008年（平成20年）3月 - 鶏卵食品工場の有限会社ウエボス（現・株式会社オースターエッグ）、食品卸売業者の株式会社エルフーズ（のちの株式会社プライムリード。2012年〈平成24年〉9月解散。）、冷凍食肉等加工工場である株式会社ターメルトフーズの3社の株式（出資持分）を100%取得し、子会社化する。
  - 4月 - 株式会社ベストリンケージを100%出資で設立し、子会社化する。
  - 10月 - 農業生産法人である株式会社神戸物産エコグリーン北海道を設立。
- 2010年（平成22年）
  - 6月 - オークワと折半出資で株式会社OK'sクリエイトと株式会社 オーデリカ's Kを設立[35]。
  - 7月 - 当社が、石垣食品の第三者割当増資を引き受け、筆頭株主となるとともに業務提携を行う。
- 2012年（平成24年）2月17日 - 当社の会長と社長を兼任してきた沼田昭二が57歳で社長を退任し、長男・沼田博和（31歳）が3代目社長に就任する[注 4]。
  - 8月1日 - 公益財団法人業務スーパージャパンドリーム財団の設立[36]。
  - 12月20日 - 大阪証券取引所第一部に指定替え[37]。
- 2013年（平成25年）
  - 5月 - 株式会社ジー・コミュニケーションの親会社である株式会社クックイノベンチャーを連結子会社とすることを決定。これに伴い、株式会社ジー・コミュニケーション及びそのグループ会社である株式会社ジー・テイストなども連結子会社となる[38][39]。
  - 7月 - 大阪証券取引所と東京証券取引所との現物株市場統合に伴い、東京証券取引所第一部に上場。
- 2014年（平成26年）
  - 2月 - オークワとの合弁会社であった株式会社OK'sクリエイトと株式会社 オーデリカ's Kを解散[40]。
  - 4月 - 酒造メーカーの菊川株式会社（旧法人から会社分割により事業承継）を子会社化する[41][42]。
- 2015年（平成27年）
  - 8月 - 株主優待制度の導入を発表[43]。
  - 12月 - 輸入食品専門店「ガレオン」の関東1号店「ガレオン元住吉店」を川崎市中原区に開店（現在は閉店）[44]。
- 2016年（平成28年）
  - 2月 - 神戸物産の株式を巡り、インサイダー取引が行われた疑いがあるとして、証券取引等監視委員会が金融商品取引法違反容疑で本社など関係先を強制調査していたことが判明。同社は2014年12月と2015年7月に自社株買いを実施。同社関係者は公表前にこの情報を入手し、取引先の関係者らに伝えた疑いが持たれており、売買で多額の利益を得ていた可能性がある[45][46]。
  - 3月 - 大阪国税局の税務調査を受け、2014年10月期までの3年間で約2億8000万円の所得隠しを指摘される。他に申告漏れもあり、重加算税を含む追徴税額は約1億6000万円で、修正申告を行った。香港の子会社について、現地で事業の実体があることなどから法人税率の低い外国で子会社の所得を申告することを防ぐ「外国子会社合算税制（タックスヘイブン対策税制）」の適用除外を受けられるとして、子会社の所得を合算せず申告した。しかし「子会社に役員が常駐していない」などの理由により国内で申告するよう指摘を受ける[47][48]。
  - 4月 - シンガポールにて、業務スーパー (Gyomu Japan) 海外1号店を開業[49]
  - 10月 - 大自然を感じる温浴リゾート「ホットラグーン大分」を大分県玖珠郡九重町に開店[50]
  - 12月9日 - 前述のインサイダー取引疑惑について、神戸地方検察庁が、当社関係者を不起訴処分とした旨を発表する[51]。
- 2017年（平成29年）
  - 8月3日 - 「業務スーパー」が、標準文字商標ではないロゴ文字商標[字引 1] をラテン文字表記のロゴタイプ「業務スーパー ∞ GYOUMU Japan」で特許庁に登録申請する[7][8]（翌2018年4月6日付で認可される[7][8]）。
  - 9月 - 温浴リゾート「ホットラグーン大分」が、大幅なリニューアルに伴う一時休業を発表[52]
- 2018年（平成30年）。
  - 3月15日 - 全国に展開する「業務スーパ ー」が、「流山店」（千葉県流山市）の開店をもって、直営とFC店を合わせた総店舗数800を達成する[53]。
  - 10月29日 - 「業務スーパー」が、ロゴ文字商標を日本語表記のロゴタイプ「業務スーパー」で特許庁に登録申請する[7][8]（翌2019年10月4日付で認可される[7]）。
- 2020年（令和2年）
  - 11月12日 - 企業と経営者を深掘りするテレビ東京のドキュメンタリー番組『日経スペシャル カンブリア宮殿』に沼田博和社長が出演する[54]。
  - 11月26日 - 「業務スーパー」の直営とFC店を合わせた総店舗数が、縁起の良い数字「8」が3つも続く「888」に達した[55] とのことで、この日、同年12月1日から31日まで「888店舗達成記念セール」を開催するとの発表がある[55][56]。なお、同日には、893店舗目となる「裾野店」（静岡県裾野市）が12月4日開店予定であることも発表されている[57]。
- 2021年（令和3年）
  - 2月25日 - 宮崎県内1号店として宮崎大塚店が開店し、全都道府県への出店を達成[19]。
  - 4月3日 - 事業の拡大および人員の増加に伴い、加古川市加古川町平野に新たに建設した社屋に本店を移転[58]。
- 2022年　(令和4年)
  - 10月27日-  函館田家店の出店を以って、店舗数が1,000店舗を達成[59]。
  - 11月1日- 公式ECサイト「業務スーパー オンラインショップ」をオープンした。[60]

### 代表者
- 沼田 昭二（ぬまた しょうじ）[30][2][27][28][29]

創業者。初代社長。1954年（昭和29年）4月26日、兵庫県加古郡稲美町生まれ。家族は妻・峰子と二男一女。長男・博和は2代目社長。実兄に同社取締役の沼田勝がいる。現住所は出身地と同じ。
1973年（昭和48年）、兵庫県立高砂高等学校卒業。1973年（昭和48年）4月（19歳時）、株式会社三越へ入社して神戸支店に配属され、呉服の販売を担当する。加古川市の株式会社入船（給食・食堂・レストランを手掛ける企業）で働いた後。1981年（昭和56年）4月（27歳の年）に小さな食品スーパーマーケットを開店した。それ以降の会社向きについては「創業」節にて詳説する。2004年（平成16年）、大病を患い、佐川観治に社長職を任せる事態となるも、復帰を果たす（時期未確認）。2012年（平成24年）2月17日（57歳時）、それまで会長と社長を兼任していたが、社長の席を長男・博和に譲る。当社の取締役としても同時に退任し、2016年に神戸物産の経営から退き、加古川市に地熱発電事業などを運営する株式会社町おこしエネルギーを設立。2021年には北海道白糠町に日本初の掘削技術が学べる専門学校を運営する 学校法人ジオパワー学園 を設立し理事長に就任している。
- 佐川 観治（さがわ かんじ）

2代目社長。1969年9月18日生まれ、大阪府出身、新潟大学卒。
社長就任前は取締役統括所長であった。
沼田昭二が大病を患って社長業を続けられなくなった、2004年（平成16年）8月から2008年（平成20年）9月まで、代表取締役社長（COO）を務めた。この間、沼田昭二は代表取締役会長（CEO、CFO）であった。
- 沼田 博和（ぬまた ひろかず）[30]

3代目社長（現任）。1980年（昭和55年）11月16日生まれ。兵庫県出身。
2005年（平成17年）、京都薬科大学薬学部・同大学院を卒業。同年4月、大正製薬に入社し、同社の総合研究所に入所する。2009年（平成21年）4月、神戸物産に入社。2012年（平成24年）2月17日（31歳時）、父・昭二に替わって神戸物産社長に就任。

## フランチャイズ
- FC契約形態には、直轄エリア内に出店する際に締結するFC契約と、地方エリア内において業務スーパーのチェーン化を許諾するエリアライセンス契約がある。

### 本部
- 関西FC本部（西日本営業本部） - 所在地：兵庫県加古郡稲美町六分一1178-244 2F
- 関東FC本部（東日本営業本部） - 所在地：横浜市神奈川区台町1-1 仁保ビル4F

### 直轄エリア
出典
- 北海道直轄（北海道）
- 関東直轄（東京都・千葉県・神奈川県・埼玉県）
- 関西直轄（大阪府・京都府・兵庫県（淡路島除く）・奈良県・和歌山県・滋賀県）
- 九州直轄（福岡県・佐賀県・長崎県・熊本県・大分県・宮崎県）

### 地方エリア
上記、「フランチャイズ直轄エリア」以外の地域において「フランチャイズ地方エリア」が設定されている。
（ ）内は、エリアライセンスを取得した地域
- 三和物産（青森県）[注 5][注 6]
- G-7スーパーマート（旧：サンセブン）（G-7ホールディングス子会社）（愛知県・三重県・岐阜県）
- エブリイ（広島県・岡山県[注 7]・香川県）
- オーシャンシステム（新潟県・秋田県・福島県・宮城県・茨城県・群馬県・山形県・長野県・富山県）
- カンセキ（栃木県）
- 藤本商店 (山口県)
- サンヨー食品（愛媛県・高知県）[注 8]
- マルイチ（岩手県）
- マキヤ（静岡県・山梨県）[注 9][注 10]
- ボトルワールドOK（奈良県・大阪府・兵庫県・福岡県・熊本県）
- 京成ストア（町屋駅など京成電鉄沿線の一部店舗）
- 酒市場ヤマダ・河内屋（主にアルコール飲料を扱っている店との共同店舗）

## 店舗一例

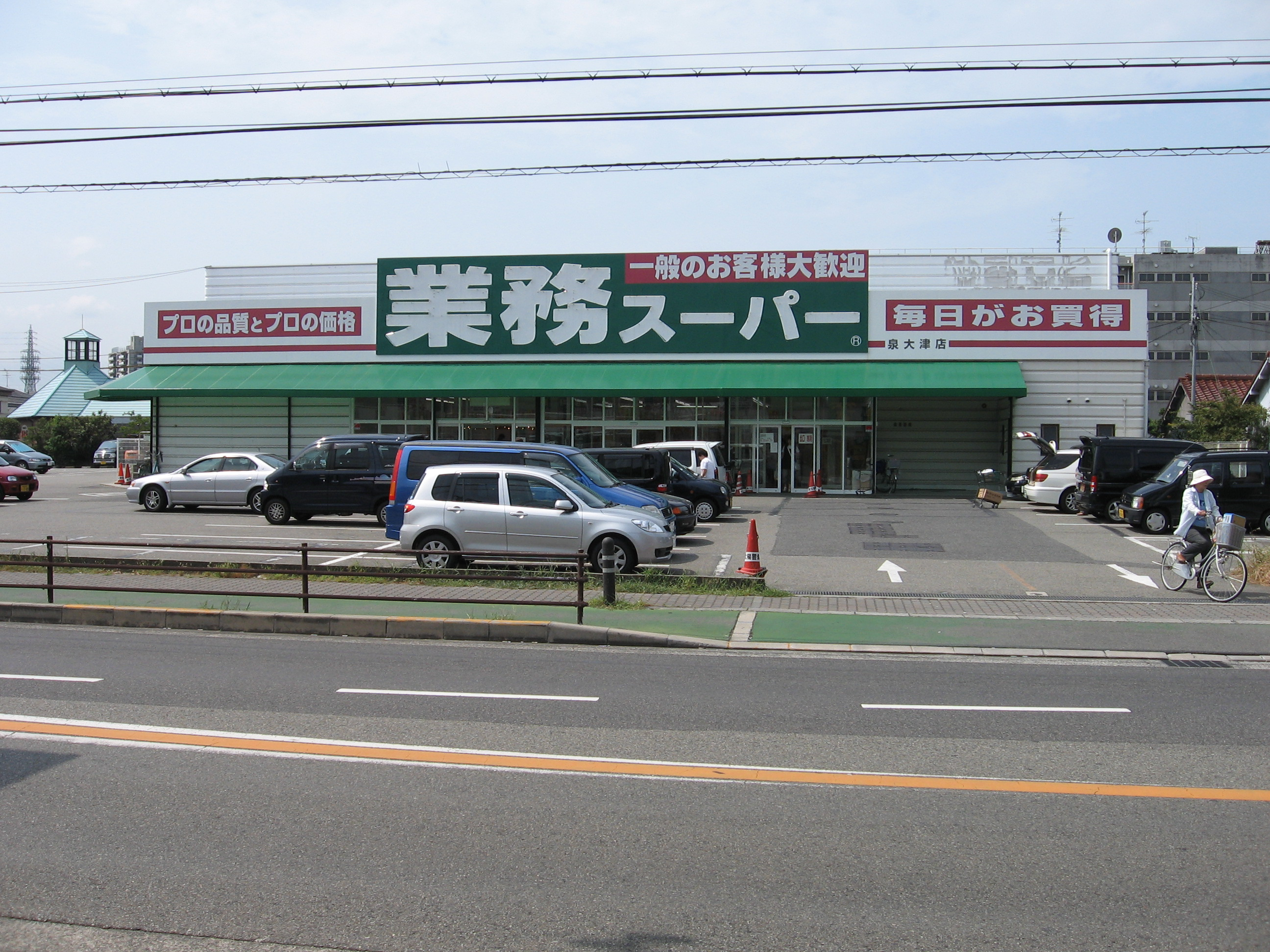
泉大津店 泉大津市豊中町
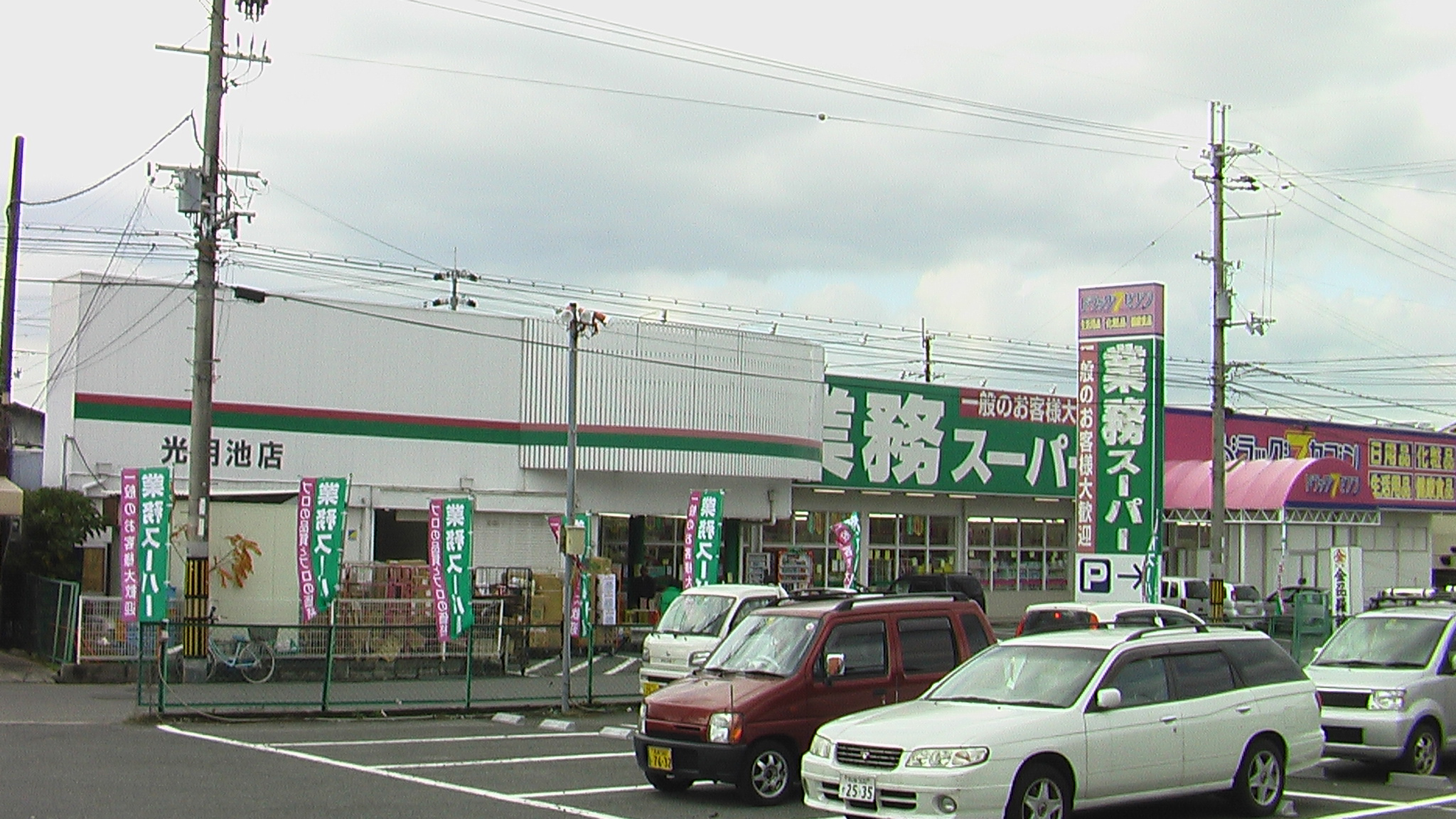
光明池店 和泉市和田町
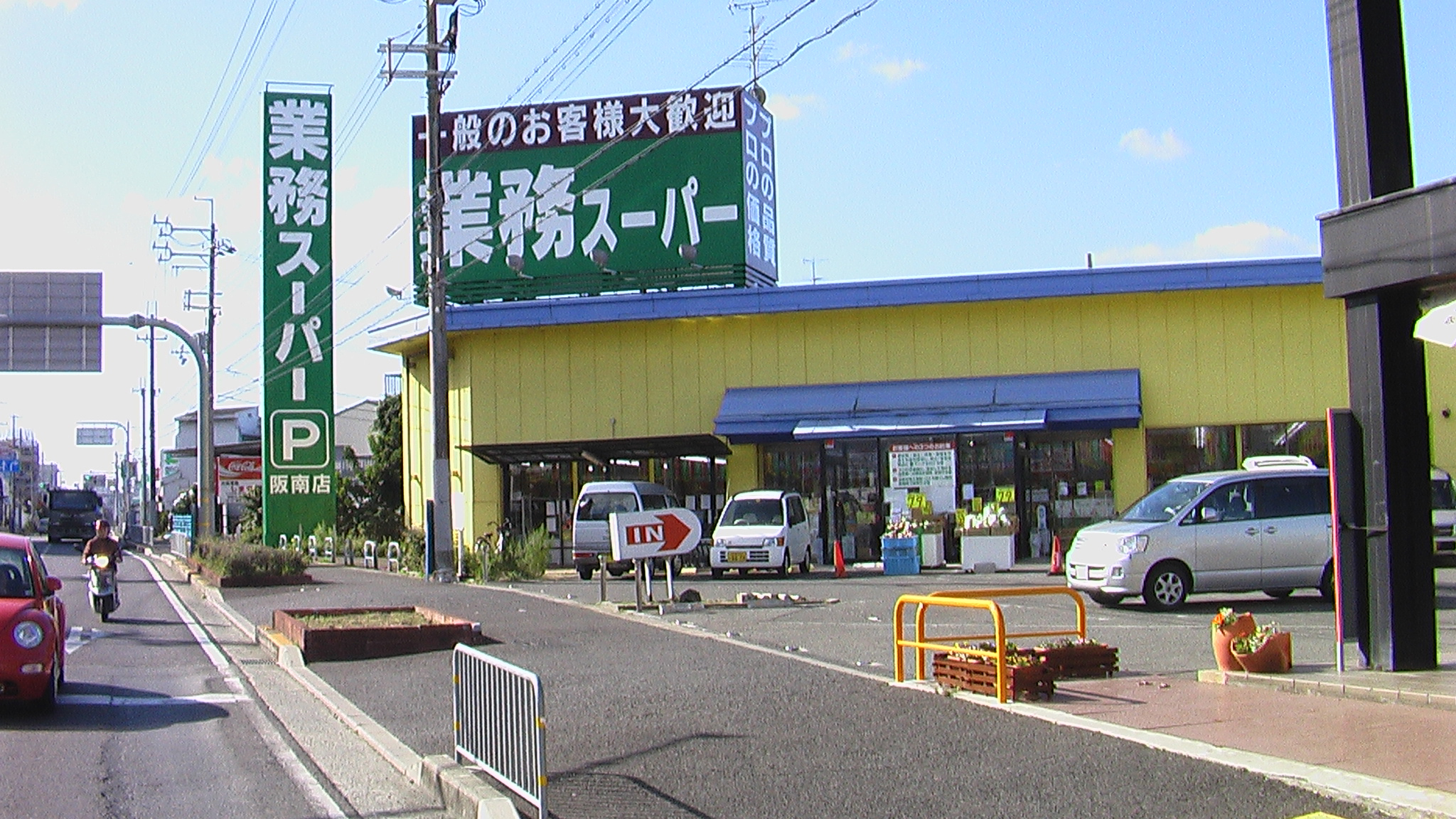
阪南店 阪南市下出
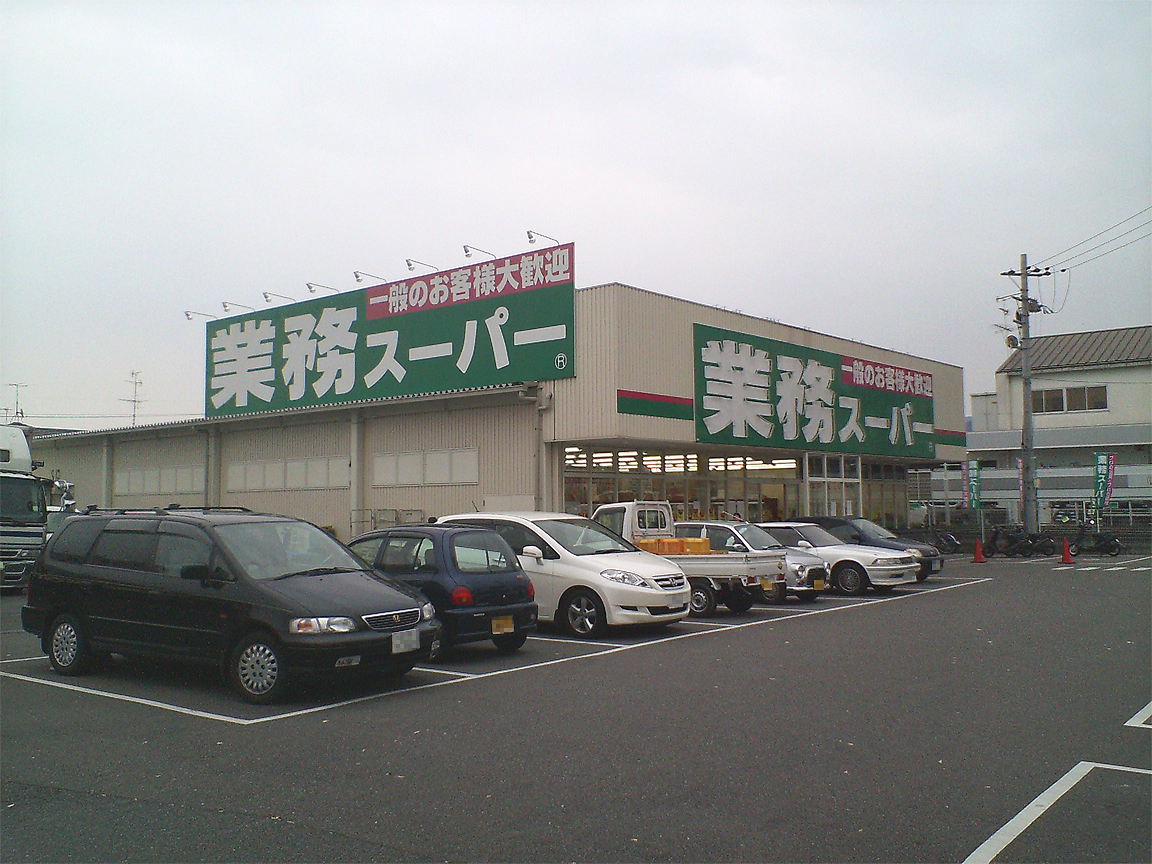
河内長野店 河内長野市上原町
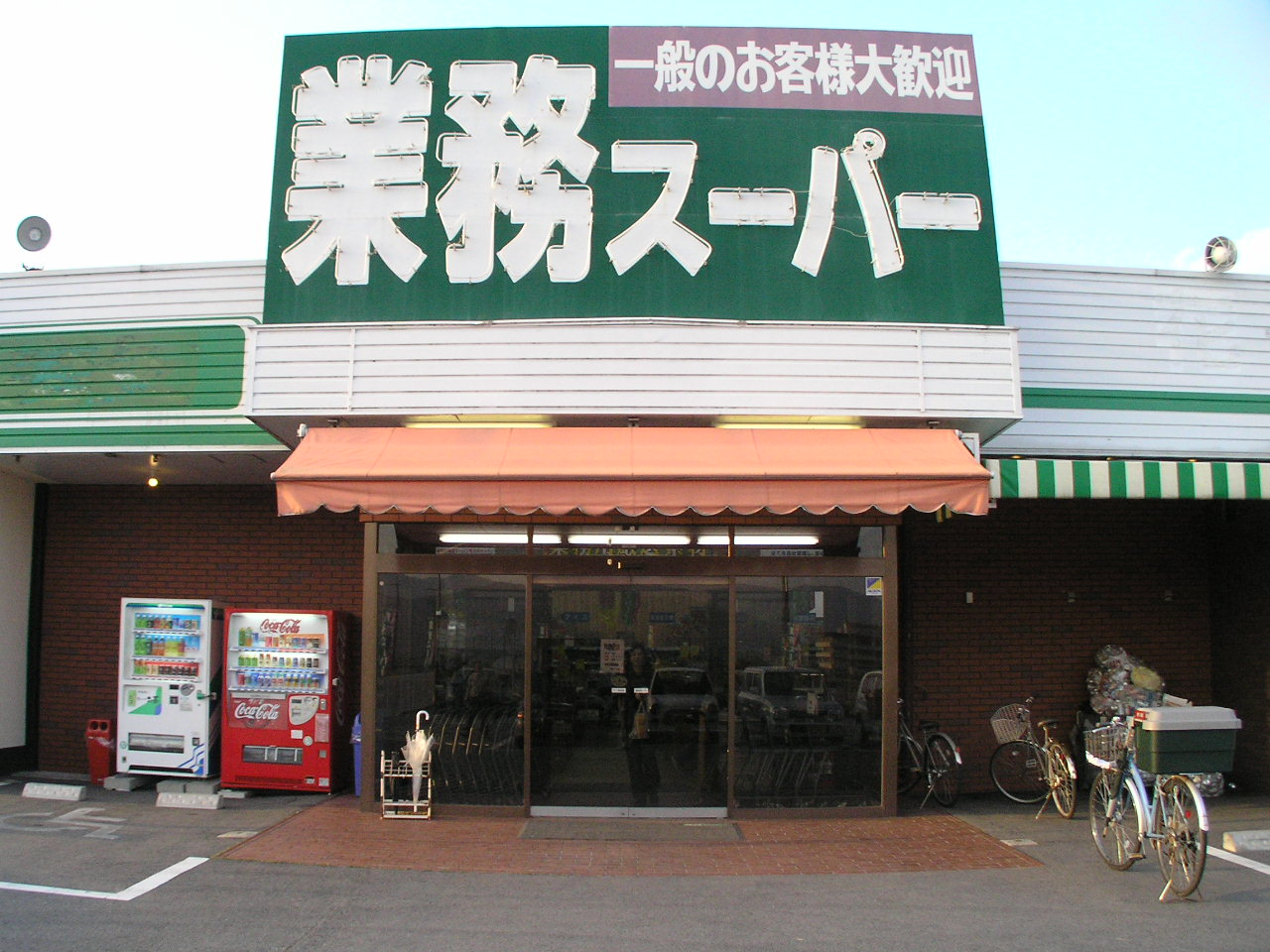
篠山店 丹波篠山市郡家
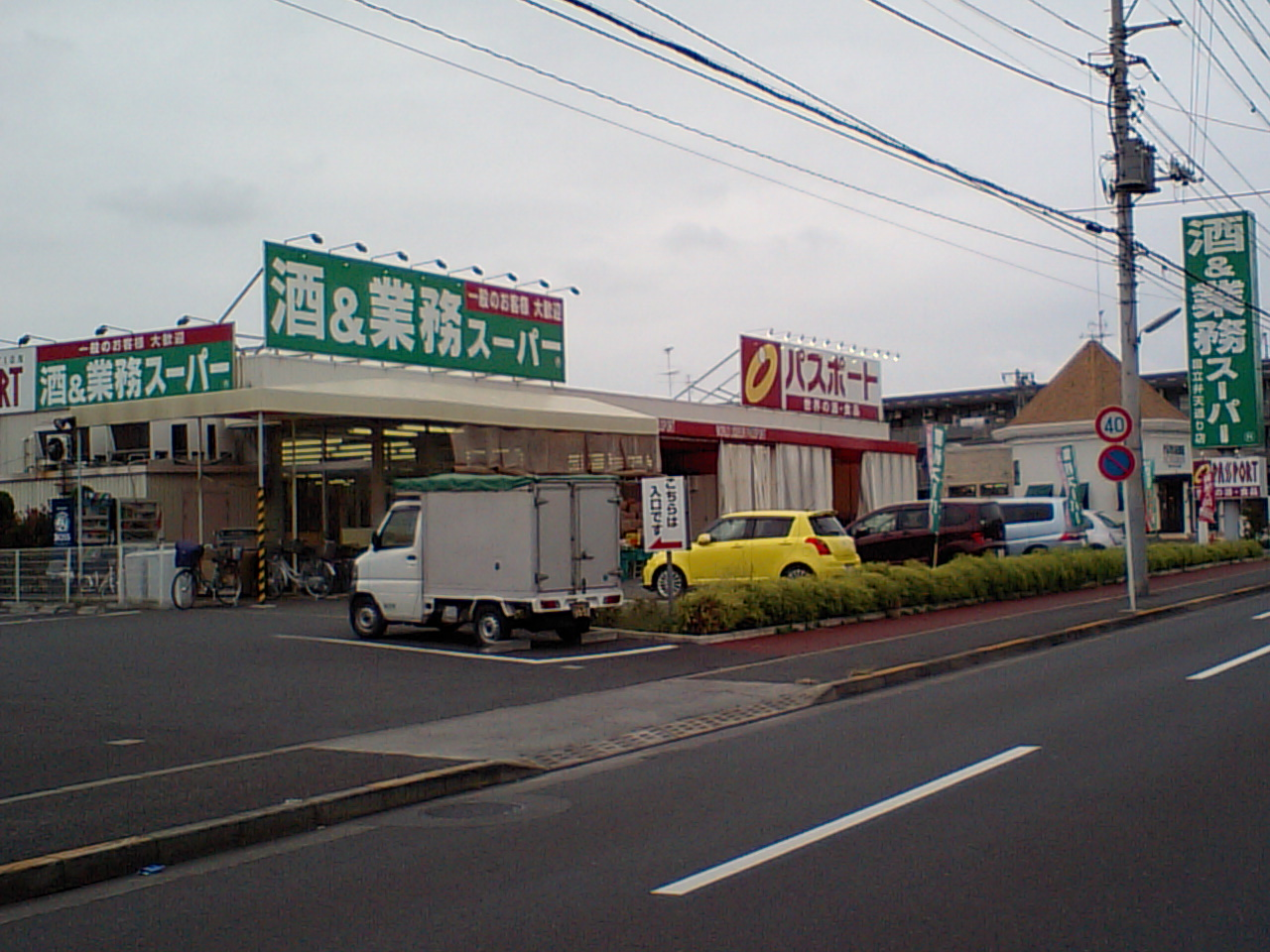
国立弁天通り店 国分寺市西町
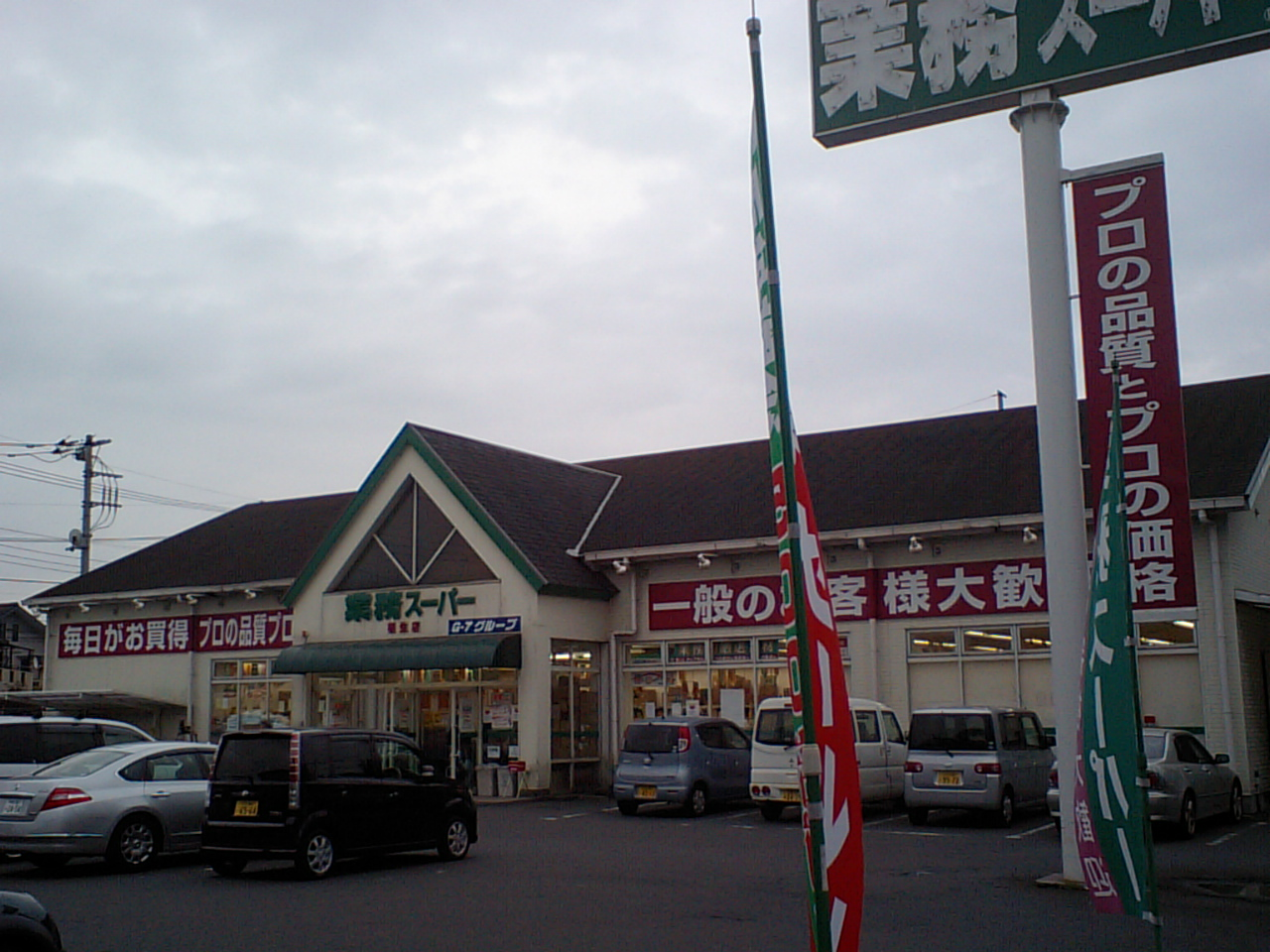
福生店 福生市北田園
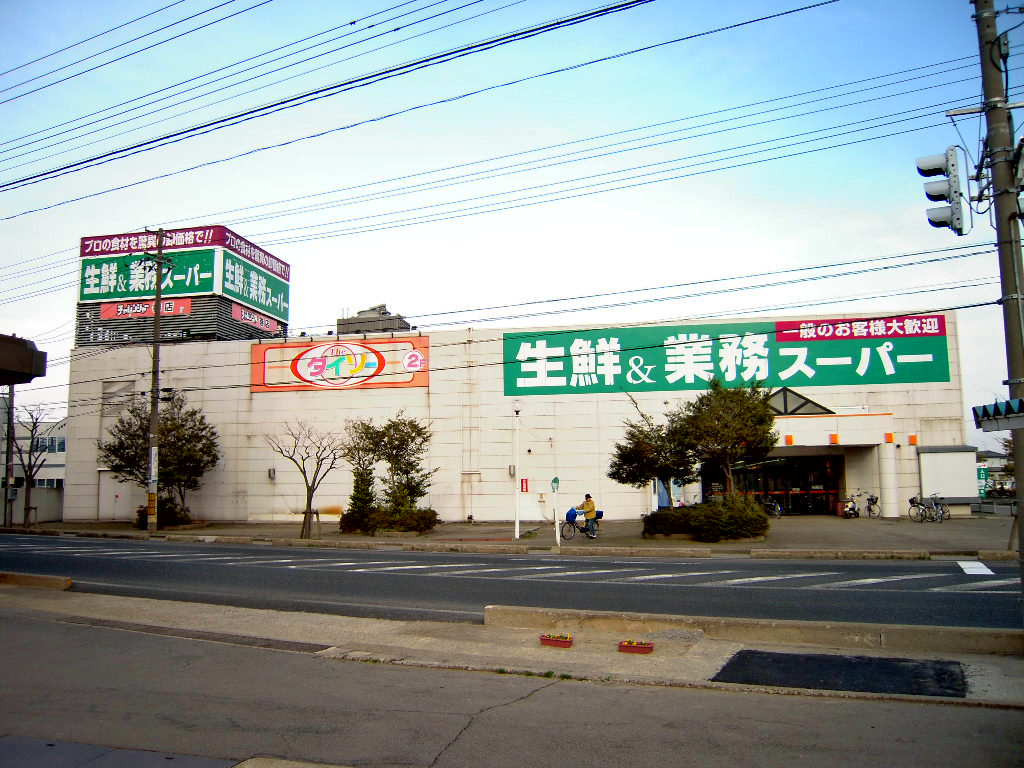
チャレンジャー巻店 新潟市西蒲区

## 関連会社
日本国内
- 株式会社神戸物産フーズ
- 株式会社オースターフーズ
- 株式会社ターメルトフーズ
- 株式会社神戸物産エコグリーン北海道
- 秦食品株式会社
- 株式会社マスゼン
- 株式会社肉の太公
- 宮城製粉株式会社
- 株式会社麦パン工房
- 株式会社グリーンポートリー
- 珈琲まめ工房株式会社
- 豊田乳業株式会社
- 関原酒造株式会社
- 菊川株式会社
- 株式会社朝びき若鶏

日本国外
中国
- 神戸物産（香港）食品有限公司
- 大連福来休食品有限公司
- 神戸物産（安丘）食品有限公司

エジプト
- Kobebussan Egypt Limited Partnership

ミャンマー
- Kobebussan Myanmar Co.,Ltd.

### 過去の関連会社
- 株式会社クックイノベンチャー
  - 株式会社ジー・コミュニケーション
    - 株式会社ジー・テイスト
    - 株式会社クック・オペレーション
    - 株式会社ジー・フード
    - ギンガシステム株式会社
    - 株式会社ノーウェア

## テレビ番組
- 日経スペシャル カンブリア宮殿 デカ盛り・激安だけじゃない！ 圧倒的差別化で再ブレークした業務スーパーの秘密（2020年11月12日、テレビ東京）- 社長の沼田博和が出演[64]。

## 書籍

### 関連書籍
- 『非常識経営 業務スーパー大躍進のヒミツ』（著者:加藤鉱）（2022年3月2日、ビジネス社）ISBN 9784828423166